# Clockwork
Clockwork es el tercer álbum de estudio de la banda de thrash metal española Angelus Apatrida. Su lanzamiento fue el 21 de junio.

## Formación
- David G. Álvarez: Guitarra rítmica / solista - Coros
- Víctor Valera: Batería y coros
- Guillermo Izquierdo: Guitarra rítmica / solista - Voz
- José J. Izquierdo: Bajo y coros

## Lista de canciones
1. "The Manhattan Project" - 1:10
2. "Blast Off" - 4:25
3. "Of Men and Tyrants" - 4:54
4. "Clockwork" - 3:58
5. "Devil Take the Hindmost" - 4:12
6. "The Misanthropist" - 3:57
7. "Legally Brainwashed" - 3:19
8. "Get Out of My Way" - 4:26
9. "My Insanity" - 5:29
10. "One Side, One War" - 4:40
11. "Into the Storm" - 3:34
12. "National Disgrace" - 4:12
13. "Be Quick or Be Dead (Bonus Track)" - 3:08

- Datos: Q5134831